# Sweet Combat
Sweet Combat (甜蜜暴击, Tian Mi Bao Ji) est une série télévisée chinoise en 37 épisodes de 45 minutes basée sur le manhwa Girls of the Wild's (en), mettant en vedette Luhan et Guan Xiaotong, et diffusée du 23 juillet au 13 août 2018 sur Hunan Télévision.
Cette série est inédite dans tous les pays francophones. Elle est disponible en VOSTFr sur le service à la demande Viki.

## Synopsis
Ming Tian est un jeune homme, né dans la pauvreté, qui a plusieurs emplois à temps partiel. Il décide de s'inscrire dans l'université Zheng Ze, une école de sport connue pour donner des bourses d'études généreuses. Il y rencontre Fang Yu, héritière d'un gigantesque conglomérat, destinée à devenir le prochain successeur. Cependant, Fang Yu n'est pas intéressée par les affaires familiales et est plutôt passionnée par le sport. Malgré les protestations de sa famille, elle s'inscrit à l'université Zheng Ze et devient la championne de taekwondo de l'école. Fang Yu est chargée de former Ming Tian et pendant le processus d'apprentissage, les deux jeunes gens tombent amoureux l'un de l'autre. Du fait de l'aide de Fang Yu et de leurs amis, Ming Tian devient un sportif émérite.

## Distribution
- Lu Han : Ming Tian
- Guan Xiaotong : Fang Yu
- Li Mengmeng : Cheng Yanan
- Pei Zitian : Sun Hao
- Zhao Yuwei : Chanson Xiaomi
- Zhao Yue : Luo Guanyan
- Lin Jiandong : Fu Yi
- Il Meixuan : Il Xiaofeng
- Wang Yating : Ming Tian mère

## Production
La production a engagé Chen Zhong, ancien sportif professionnel chinois de taekwondo en tant que consultant.